# Hammerum
Hammerum er Hernings østligste bydel med 3.481 indbyggere (2012). Hammerum er beliggende 5 kilometer øst for Hernings centrum. I hele kommunen bor der 90.006 indbyggere  (2025).
Hammerum er en aktiv by som både huser folkeskole (Lindbjergskolen), friskole (Hammerum Friskole), efterskole, idrætshal og friluftsbad (Gjellerup Sogns Friluftsbad)

## Etymologi
Hammerum er sammensat af hammer og -um. Forleddet "hammer" betegner en stenet bakke. Endelsen -um er afledt af -heim.

## Historie
Hammerum landsby bestod i 1682 af 4 gårde. Det samlede dyrkede areal udgjorde 91,2 tønder land skyldsat til 22,43 tønder hartkorn. Dyrkningsformen var tovangsbrug med omdriften 2/2. Sædskiftet kunne være byg-rug-rug-boghvede.
Hammerum fik station på strækningen mellem Silkeborg og Herning, der blev anlagt som privatbanen Silkeborg-Herning Jernbane (SHJ) i henhold til lov af af 23. maj 1873 og åbnet 28. august 1877.
I 1879 beskrives byen således: "Hammerum med Folkehøiskole".
Omkring århundredeskiftet omtales Hammerum således: "Hammerum, ved Landevejen, med Missionshus (opf. 1887), Forsamlingshus (opf. 1890 i Stedet for et tidligere, der først var Bygning for en 1867 opr. og 1884 nedlagt Folkehøjskole), Mølle, Andelsmejeri, Kro, Jærnbane-, Telegraf- og Telefonst."
Hammerum stationsby havde i 1906 547 indbyggere, i 1911 578 indbyggere og i 1916 686 indbyggere. Næringsfordelingen var i 1911 følgende: 48 levede af landbrug, 349 af industri, 50 af handel, 32 af transport.
Hammerum stationsby fortsatte sin udvikling i mellemkrigstiden: i 1921 havde byen 712 indbyggere, i 1925 718, i 1930 772, i 1935 809 indbyggere og i 1940 866 indbyggere. Næringsfordelingen i 1930 var følgende: 64 levede af landbrug, 365 af håndværk og industri, 66 af handel og omsætning, 54 af transport, 24 af immateriel virksomhed, 83 af husgerning, 87 var ude af erhverv og 29 havde ikke oplyst næringsvej.
Efter 2. verdenskrig fortsatte Hammerum sin udvikling: i 1945 havde byen 1.001 indbyggere, i 1950 1.275 indbyggere, i 1955 1.428 indbyggere, i 1960 1.544 indbyggere og i 1965 2.415 indbyggere.